# Staatsmeisterschaft von Minas Gerais
Die Staatsmeisterschaft von Minas Gerais, auch bekannt als Campeonato Mineiro wurde zum ersten Mal 1915 vom im selben Jahr gegründeten Fußballverband des brasilianischen Bundesstaates Minas Gerais, der Liga Mineira de Sports Atleticos die sich später Liga Mineira de Desportes Terrestres und seit 1939 Federação Mineira de Futebol (FMF) nennt, abgehalten.
Erster Sieger war Atlético Mineiro, heutzutage Rekordmeister von Minas Gerais. Die nächsten zehn Titel bis 1925 gingen alle an América Mineiro aus der Staatshauptstadt Belo Horizonte, der damit noch heute gemeinsam mit dem ABC Natal aus Rio Grande do Norte einen nationalen Rekord hält. 1926 sicherte sich die Sociedade Sportiva Palestra Itália, ein Verein italienischer Einwanderer, ebenfalls aus Belo Horizonte, nach vier Vizemeisterschaften in Serie ihre erste Meisterschaft. Dieser Verein wurde 1942 in Cruzeiro EC umbenannt und sollte unter diesem Namen ab den 1970er Jahren zahlreiche internationale Erfolge feiern und Weltruf erlangen.
1926 und 1932 waren kurzfristig konkurrierende Fußballverbände aktiv. Die Meister dieser Wettbewerbe werden dieser Tage als gleichberechtigte Meister angesehen. Bis einschließlich 1957 war die Meisterschaft von Minas Gerais die Stadtmeisterschaft von Belo Horizonte, an der aber auch Orte von der Peripherie teilnahmen. Seit 1958 sind auch die Provinzvereine aus Minas Gerais regelmäßige Teilnehmer.
Dennoch ging der Titel nur zweimal nicht in die Hauptstadt. 2002 gewann AA Caldense aus Poços de Caldas den Titel. In jenem Jahr nahmen allerdings nur Provinzvereine am Staatsturnier teil. Die Hauptstadtvereine spielten in jenem Jahr um die Copa Sul-Minas, welche für die Teilnahme an der nationalen Copa dos Campeões qualifizierte. Cruzeiro gewann die "Sul-Minas". Cruzeiro und Caldense spielten schließlich ein Finale um ein Supercampeonato aus, das die Hauptstädter gewannen. Beide Vereine dürfen sich heutzutage Staatsmeister von 2002 nennen. 2005 gewann der aufstrebende Ipatinga FC aus der gleichnamigen Stadt mit einer Viertelmillion Einwohner als erster und bislang einziger Provinzverein die alleinige Meisterschaft des Jahres.
Minas Gerais gilt neben São Paulo, Rio de Janeiro und Rio Grande do Sul als einer der vier fußballerisch bedeutendsten Bundesstaaten Brasiliens.

## Modus
Seit 2023 werden die qualifizierten zwölf Teilnehmer drei Gruppen zugelost. Die Mitglieder einer Gruppe spielen einmal gegen alle Mitglieder der anderen Gruppen, aber nicht gegen die der eigenen Gruppe. Nach Beendigung der Gruppenphase ziehen die drei Gruppenersten und der beste Gruppenzweite ins Halbfinale ein. Dort trifft der beste Gruppenerste auf den besten Gruppenzweiten und die beiden anderen Gruppenersten aufeinander.
Die Sortierung in den Gruppen ergibt sich aus:
- Anzahl von Punkten
- größere Anzahl von Siegen
- höhere Tordifferenz
- größere Anzahl von Toren
- geringere Anzahl erhaltener roter Karten
- geringere Anzahl erhaltener gelber Karten

Die Klubs der Plätze fünf bis acht aus der Gesamtwertung spielen die Troféu Inconfidência aus.
Die drei letzten Klubs ermitteln die zwei Absteiger in die zweite Liga der Staatsmeisterschaft.

## Meisterschaftshistorie

### Die Meister
| Abzeichen von CA Mineiro | 0050 Titel: | Atlético Mineiro aus Belo Horizonte (3 geteilte Titel)                          |
| Abzeichen von CA Mineiro | 0039 Titel: | Cruzeiro aus Belo Horizonte (2 geteilte Titel / inklusive Supercampeonato 2002) |
| Abzeichen von CA Mineiro | 0016 Titel: | América Mineiro aus Belo Horizonte                                              |
| Abzeichen von CA Mineiro | 0005 Titel: | Villa Nova AC aus Nova Lima (1 geteilter Titel)                                 |
| Abzeichen von CA Mineiro | 0002 Titel: | EC Siderúrgica aus Sabará                                                       |
| Abzeichen von CA Mineiro | 0001 Titel: | AA Caldense aus Poços de Caldas Ipatinga FC aus Ipatinga                        |

Quelle: RSSSF

## Chronologie der Meister und Torschützenkönige

### Staatsmeisterschaft
| Jahr | Meister                 | Vizemeister                         | Torschützenkönig(e)                                            | Tore |
| ---- | ----------------------- | ----------------------------------- | -------------------------------------------------------------- | ---- |
| 2025 | Atlético Mineiro        | América Mineiro                     | Hulk (ATL)                                                     | 7    |
| 2024 | Atlético Mineiro        | Cruzeiro EC                         | Gonzalo Mastriani (AME) Igor Bahia (TOM)                       | 6    |
| 2023 | Atlético Mineiro        | América Mineiro                     | Hulk (ATL)                                                     | 11   |
| 2022 | Atlético Mineiro        | Cruzeiro EC                         | Hulk (ATL)                                                     | 10   |
| 2021 | Atlético Mineiro        | América FC                          | Rodolfo (AME)                                                  | 7    |
| 2020 | Atlético Mineiro        | Tombense FC                         | Rubens (TOM)                                                   | 12   |
| 2019 | Cruzeiro EC             | Atlético Mineiro                    | Fred (CRU)                                                     | 12   |
| 2018 | Cruzeiro EC             | Atlético Mineiro                    | Aylon (AME) Ricardo Oliveira (AME)                             | 06   |
| 2017 | Atlético Mineiro        | Cruzeiro EC                         | Fred (ATL)                                                     | 09   |
| 2016 | América FC              | Atlético Mineiro                    | Robinho (ATL)                                                  | 09   |
| 2015 | Atlético Mineiro        | AA Caldense                         | Leandro Damião (CRU)                                           | 09   |
| 2014 | Cruzeiro EC             | Atlético Mineiro                    | Mancini (Villa Nova)                                           | 07   |
| 2013 | Atlético Mineiro        | Cruzeiro EC                         | Júnior Negão (TOM)                                             | 08   |
| 2012 | Atlético Mineiro        | América FC                          | Wellington Paulista (CRU)                                      | 11   |
| 2011 | Cruzeiro EC             | Atlético Mineiro                    | Fábio Júnior (AME)                                             | 13   |
| 2010 | Atlético Mineiro        | Ipatinga FC                         | Eraldo (Democrata/GV)                                          | 11   |
| 2009 | Cruzeiro EC             | Atlético Mineiro                    | Diego Tardelli (ATL)                                           | 16   |
| 2008 | Cruzeiro EC             | Atlético Mineiro                    | Jajá (GUA)                                                     | 07   |
| 2007 | Atlético Mineiro        | Cruzeiro EC                         | Araújo (CRU)                                                   | 11   |
| 2006 | Cruzeiro EC             | Ipatinga FC                         | Marcelo Pelé (DSL)                                             | 09   |
| 2005 | Ipatinga FC             | Cruzeiro EC                         | Fred (CRU)                                                     | 14   |
| 2004 | Cruzeiro EC             | Atlético Mineiro                    | Alex (CRU)                                                     | 14   |
| 2003 | Cruzeiro EC             | Atlético Mineiro                    | Guilherme (ATL)                                                | 13   |
| 2002 | AA Caldense             | Ipatinga FC                         | Gustavinho (CAL)                                               | 09   |
| 2002 | Cruzeiro EC             | AA Caldense                         | Alessandro (CRU) Renaldo (AME)                                 | 03   |
| 2001 | América FC              | Atlético Mineiro                    | Guilherme (ATL)                                                | 10   |
| 2000 | Atlético Mineiro        | Cruzeiro EC                         | Joãozinho (IPA) Ditinho (URT)                                  | 14   |
| 1999 | Atlético Mineiro        | América FC                          | Ditinho (URT)                                                  | 12   |
| 1998 | Cruzeiro EC             | Atlético Mineiro                    | Marques (ATL)                                                  | 13   |
| 1997 | Cruzeiro EC             | Villa Nova AC (Nova Lima)           | Rinaldo (AME)                                                  | 12   |
| 1996 | Cruzeiro EC             | Atlético Mineiro                    | Marcelo Ramos (CRU)                                            | 23   |
| 1995 | Atlético Mineiro        | América FC                          | Renaldo (ATL)                                                  | 13   |
| 1994 | Cruzeiro EC             | Atlético Mineiro                    | Ronaldo (CRU)                                                  | 22   |
| 1993 | América FC              | Atlético Mineiro                    | Hamilton (AME)                                                 | 12   |
| 1992 | Cruzeiro EC             | América FC                          | Toto (CRU)                                                     | 16   |
| 1991 | Atlético Mineiro        | EC Democrata (Governador Valadares) | Gilmar (DGV)                                                   | 14   |
| 1990 | Cruzeiro EC             | Atlético Mineiro                    | Silvio (AME)                                                   | 20   |
| 1989 | Atlético Mineiro        | Cruzeiro EC                         | Gérson da Silva (ATL)                                          | 19   |
| 1988 | Atlético Mineiro        | Cruzeiro EC                         | Hamilton (CRU)                                                 | 12   |
| 1987 | Cruzeiro EC             | Atlético Mineiro                    | Carlos Henrique (UBL) Luizão (TUP)                             | 12   |
| 1986 | Atlético Mineiro        | Cruzeiro EC                         | Nunes (ATL)                                                    | 26   |
| 1985 | Atlético Mineiro        | Cruzeiro EC                         | Everton (ATL)                                                  | 16   |
| 1984 | Cruzeiro EC             | Atlético Mineiro                    | Carlos Alberto Seixas (CRU)                                    | 14   |
| 1983 | Atlético Mineiro        | Cruzeiro EC                         | Tostão II (CRU) Carlinhos (CRU) Palhinha (ATL) Naldo (Valério) | 13   |
| 1982 | Atlético Mineiro        | Cruzeiro EC                         | Tostão II                                                      | 17   |
| 1981 | Atlético Mineiro        | Cruzeiro EC                         | Wagner Oliveira (AME)                                          | 18   |
| 1980 | Atlético Mineiro        | Cruzeiro EC                         | Mauro (CRU)                                                    | 22   |
| 1979 | Atlético Mineiro        | Cruzeiro EC                         | Fernando Roberto (ATL)                                         | 16   |
| 1978 | Atlético Mineiro        | Cruzeiro EC                         | Luís Alberto (VAL)                                             | 12   |
| 1977 | Cruzeiro EC             | Atlético Mineiro                    | Eli Carlos (CRU)                                               | 17   |
| 1976 | Atlético Mineiro        | Cruzeiro EC                         | Marcão (AME)                                                   | 13   |
| 1975 | Cruzeiro EC             | Atlético Mineiro                    | Palhinha (CRU)                                                 | 10   |
| 1974 | Cruzeiro EC             | Atlético Mineiro                    | Dario (ATL)                                                    | 24   |
| 1973 | Cruzeiro EC             | América FC                          | Campos (ATL)                                                   | 15   |
| 1972 | Cruzeiro EC             | Atlético Mineiro                    | Dario (ATL)                                                    | 22   |
| 1971 | América FC              | Cruzeiro EC                         | Jair Bala (AME)                                                | 14   |
| 1970 | Atlético Mineiro        | Cruzeiro EC                         | Dario (ATL)                                                    | 16   |
| 1969 | Cruzeiro EC             | Atlético Mineiro                    | Dario (ATL)                                                    | 29   |
| 1968 | Cruzeiro EC             | Atlético Mineiro                    | Tostão (CRU)                                                   | 25   |
| 1967 | Cruzeiro EC             | Atlético Mineiro                    | Tostão (CRU)                                                   | 20   |
| 1966 | Cruzeiro EC             | Atlético Mineiro                    | Tostão (CRU)                                                   | 18   |
| 1965 | Cruzeiro EC             | América FC                          | Tostão (CRU)                                                   | 17   |
| 1964 | EC Siderúrgica (Sabará) | América FC                          | Jair Bala (AME)                                                | 25   |
| 1963 | Atlético Mineiro        | Democrata FC (Sete Lagoas)          | Viladônega (ATL)                                               | 12   |
| 1962 | Atlético Mineiro        | Cruzeiro EC                         | Nílson (ATL)                                                   | 09   |
| 1961 | Cruzeiro EC             | Guarani EC (Divinópolis)            | Rossi (CRU)                                                    | 14   |
| 1960 | Cruzeiro EC             | América FC                          | Elmo (CRU)                                                     | 13   |
| 1959 | Cruzeiro EC             | América FC                          | Elmo (CRU)                                                     | 15   |
| 1958 | Atlético Mineiro        | América FC                          | Ubaldo (ATL)                                                   | 13   |

### Stadtmeisterschaft von Belo Horizonte
| Jahr | Meister                                                  | Vizemeister                               | Torschützenkönig(e)   | Tore |
| ---- | -------------------------------------------------------- | ----------------------------------------- | --------------------- | ---- |
| 1957 | América FC                                               | Democrata FC (Sete Lagoas)                | Miltinho (AME)        | 12   |
| 1956 | Atlético Mineiro Cruzeiro Belo Horizonte                 | Atlético Mineiro Cruzeiro Belo Horizonte  | Tomazinho (ATL)       | 15   |
| 1955 | Atlético Mineiro                                         | Democrata FC (Sete Lagoas)                | Tomazinho (ATL)       | 15   |
| 1954 | Atlético Mineiro                                         | Cruzeiro Belo Horizonte                   | Joel (ATL)            | 11   |
| 1953 | Atlético Mineiro                                         | Siderúrgica EC (Sabará)                   | Ubaldo (ATL)          | 13   |
| 1952 | Atlético Mineiro                                         | Siderúrgica EC (Sabará)                   | Vavá (ATL)            | 16   |
| 1951 | Villa Nova AC (Nova Lima)                                | Atlético Mineiro                          | Lucas (ATL)           | 16   |
| 1950 | Atlético Mineiro                                         | Cruzeiro Belo Horizonte                   | Nívio (ATL)           | 13   |
| 1949 | Atlético Mineiro                                         | América FC                                | Nívio (ATL)           | 14   |
| 1948 | América FC                                               | Atlético Mineiro                          | Abelardo (CRU)        | 18   |
| 1947 | Atlético Mineiro                                         | Villa Nova AC (Nova Lima)                 | Lero (ATL)            | 12   |
| 1946 | Atlético Mineiro                                         | Villa Nova AC (Nova Lima)                 | Lero (ATL)            | 13   |
| 1945 | Cruzeiro Belo Horizonte                                  | Villa Nova AC (Nova Lima)                 | Ismael (CRU)          | 15   |
| 1944 | Cruzeiro Belo Horizonte                                  | Atlético Mineiro                          | Ismael (CRU)          | 15   |
| 1943 | Cruzeiro Belo Horizonte                                  | Atlético Mineiro                          | Niginho (CRU)         | 15   |
| 1942 | Atlético Mineiro                                         | América FC                                | Tião (ATL)            | 12   |
| 1941 | Atlético Mineiro                                         | Siderúrgica EC (Sabará)                   | Baiano (ATL)          | 15   |
| 1940 | SS Palestra Itália                                       | Atlético Mineiro                          | Niginho (PIT)         | 07   |
| 1939 | Atlético Mineiro                                         | Siderúrgica EC (Sabará)                   | Paulista (ATL)        | 08   |
| 1938 | Atlético Mineiro                                         | SS Palestra Itália                        | Guará (ATL)           | 18   |
| 1937 | Siderúrgica EC (Sabará)                                  | Villa Nova AC (Nova Lima)                 |                       |      |
| 1936 | Atlético Mineiro                                         | SS Palestra Itália                        | Guará (ATL)           | 22   |
| 1935 | Villa Nova AC (Nova Lima)                                | Atlético Mineiro                          |                       |      |
| 1934 | Villa Nova AC (Nova Lima)                                | Atlético Mineiro                          |                       |      |
| 1933 | Villa Nova AC (Nova Lima)                                | SS Palestra Itália                        |                       |      |
| 1932 | Atlético Mineiro [LMDT] Villa Nova AC (Nova Lima) [AMEG] | Retiro [LMDT] SS Palestra Italia - [AMEG] | Canhoto (VIL)         | 12   |
| 1931 | Atlético Mineiro                                         | América FC                                | Orlando (ATL)         | 18   |
| 1930 | SS Palestra Itália                                       | América FC                                | Ninão (PIT)           | 18   |
| 1929 | SS Palestra Itália                                       | Atlético Mineiro                          | Ninão (PIT)           | 33   |
| 1928 | SS Palestra Itália                                       | Atlético Mineiro                          | Ninão (PIT)           | 43   |
| 1927 | Atlético Mineiro                                         | SS Palestra Itália                        | Mário de Castro (ATL) | 27   |
| 1926 | Atlético Mineiro [LMDT] SS Palestra Itália [AMET]        | SC Olympic [AMET]                         |                       |      |
| 1925 | América FC                                               | SS Palestra Itália                        |                       |      |
| 1924 | América FC                                               | SS Palestra Itália                        |                       |      |
| 1923 | América FC                                               | SS Palestra Itália                        |                       |      |
| 1922 | América FC                                               | SS Palestra Itália                        |                       |      |
| 1921 | América FC                                               | Atlético Mineiro                          |                       |      |
| 1920 | América FC                                               | Sete de Setembro FC                       |                       |      |
| 1919 | América FC                                               | Sete de Setembro FC                       |                       |      |
| 1918 | América FC                                               | Atlético Mineiro                          |                       |      |
| 1917 | América FC                                               | Atlético Mineiro                          |                       |      |
| 1916 | América FC                                               | Atlético Mineiro                          |                       |      |
| 1915 | Atlético Mineiro                                         | América FC                                |                       |      |

- LMDT = Liga Mineira de Desportes Terrestres
- AMET = Associação Mineira de Esportes Terrestres
- AMEG = Associação Mineira de Esportes Geraes